# Bockmattlihütte
Die Bockmattlihütte, auch Kletterhütte Bockmattli, ist eine Berghütte der Hüttengemeinschaft Bockmattli im Wägital im Kanton Schwyz in der Schweiz.
Die Hütte befindet sich nördlich des Schibergs am Weg zum Bockmattlistock über den Bockmattlipass auf einer Höhe von 1501 m ü. M. mitten im Klettergebiet um den Tierberg in den Schwyzer Alpen.

## Bilder

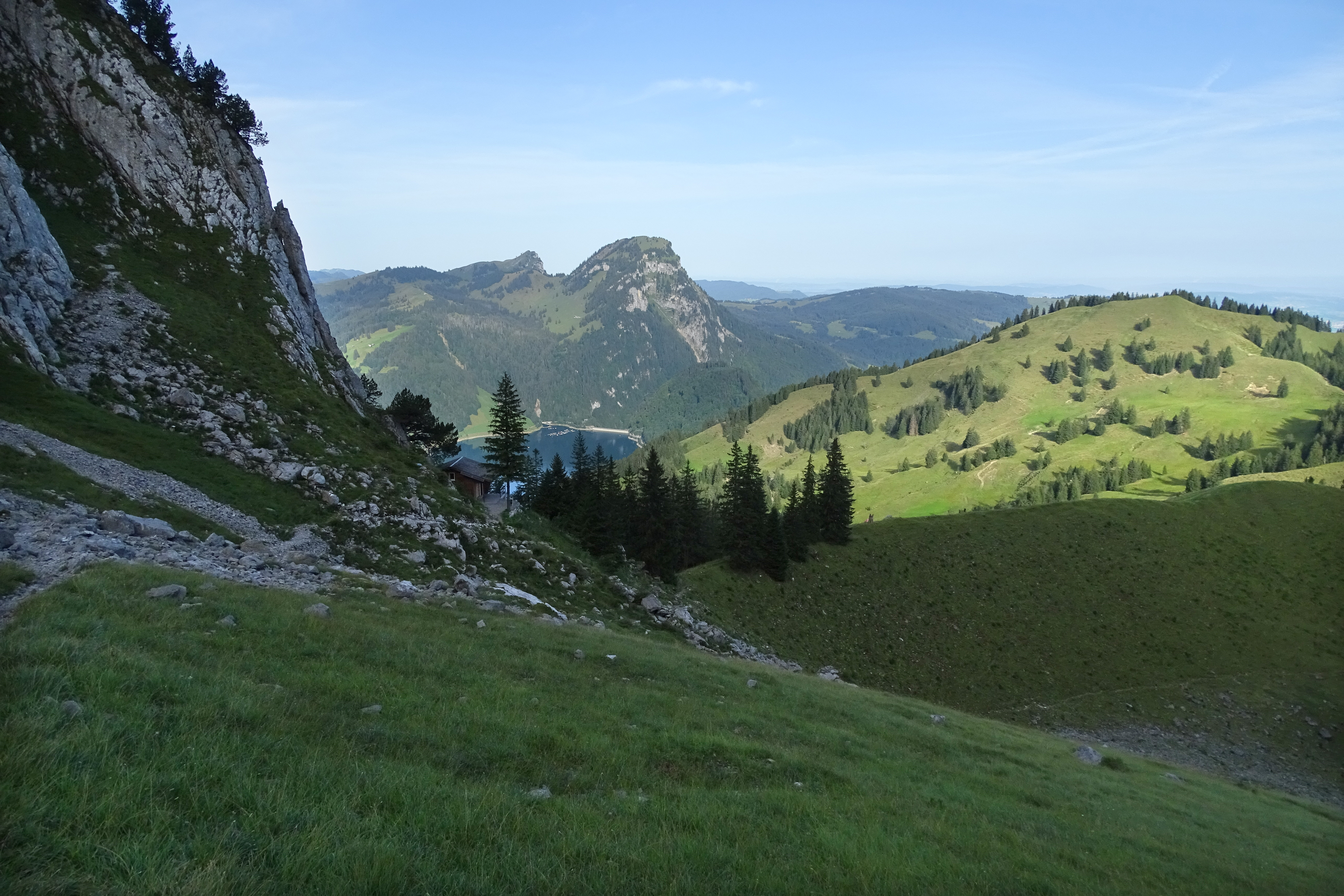
Oberhalb der Bockmattlihütte (1500 m ü. M.) während des Aufstieges zum Bockmattlistock (1931 m ü. M.).